# Phthitia empirica
Phthitia empirica är en tvåvingeart som först beskrevs av Frederick Wollaston Hutton 1901.  Phthitia empirica ingår i släktet Phthitia och familjen hoppflugor. Arten är reproducerande i Sverige. Inga underarter finns listade i Catalogue of Life.